# Soundtracks (Can-album)
Soundtracks er et opsamlingsalbum af den vesttyske krautrockgruppe Can. Albummet blev udgivet i september 1970, og består af sange som bandet havde lavet til forskellige film.
Både gruppens oprindelige forsanger Malcom Mooney og hans efterfølger Damo Suzuki er til stedet på albummet, da Mooney forlod gruppen i december 1969, og blev erstattet af Suzuki i maj 1970.

## Spor
| 1. | "Deadlock" (fra filmen Deadlock, 1970)                                                | Czukay, Karoli, Liebezeit, Schmidt, Suzuki | 3:27 |
| 2. | "Tango Whiskyman" (fra filmen Deadlock, 1970)                                         | Czukay, Karoli, Liebezeit, Schmidt, Suzuki | 4:04 |
| 3. | "Deadlock (Titelmusik)" (fra filmen Deadlock, 1970)                                   | Czukay, Karoli, Liebezeit, Schmidt, Suzuki | 1:40 |
| 4. | "Don't Turn the Light on, Leave Me Alone" (fra filmen Cream – Schwabing Report, 1970) | Czukay, Karoli, Liebezeit, Schmidt, Suzuki | 3:42 |
| 5. | "Soul Desert" (fra filmen Mädchen mit Gewalt, 1970)                                   | Czukay, Karoli, Liebezeit, Schmidt, Mooney | 3:48 |

| Side 2 | Side 2                                                               | Side 2                                     | Side 2 | Side 2 | Side 2 | Side 2 | Side 2 | Side 2 | Side 2 |
| #      | Titel                                                                | Musik                                      | Længde |        |        |        |        |        |        |
| ------ | -------------------------------------------------------------------- | ------------------------------------------ | ------ | ------ | ------ | ------ | ------ | ------ | ------ |
| 1.     | "Mother Sky" (fra filmen Deep End, 1971)                             | Czukay, Karoli, Liebezeit, Schmidt, Suzuki | 14:31  |        |        |        |        |        |        |
| 2.     | "She Brings the Rain" (fra filmen Ein großer graublauer Vogel, 1969) | Czukay, Karoli, Liebezeit, Schmidt, Mooney | 4:04   |        |        |        |        |        |        |
| 35:16  |                                                                      |                                            |        |        |        |        |        |        |        |

## Musikere
- Malcolm Mooney – sang på "Soul Desert" og "She Brings the Rain"
- Damo Suzuki - sang på "Deadlock", "Tango Whiskyman", "Don't Turn the Light On, Leave Me Alone" og "Mother Sky", slagtøj
- Holger Czukay – basguitar, kontrabas
- Michael Karoli – guitar, violin
- Jaki Liebezeit – trommer, slagtøj, fløjte
- Irmin Schmidt – keyboard, synthesizer